# Marit Hansen

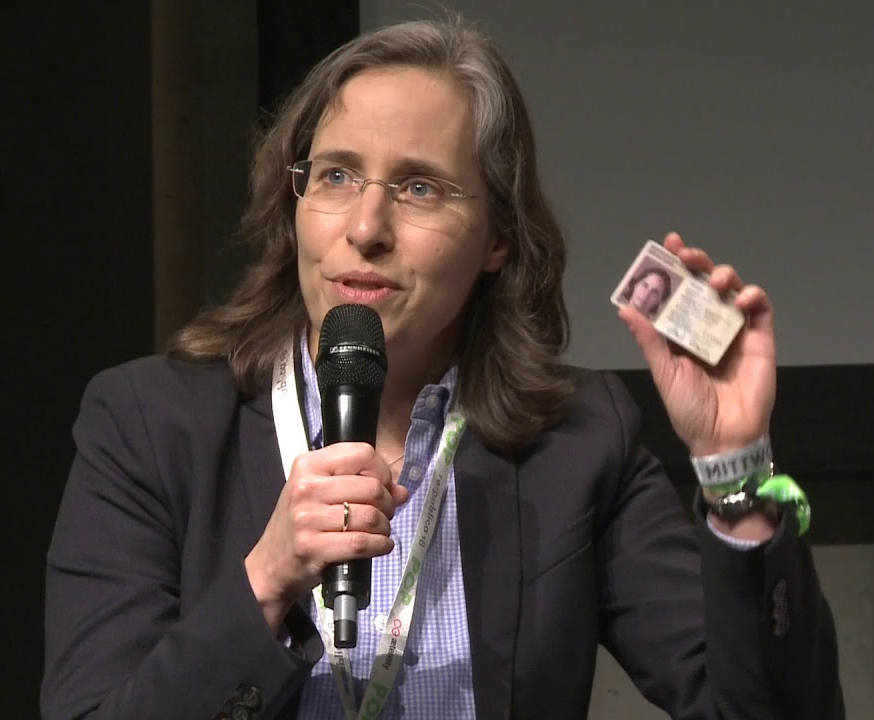
Marit Hansen (2018)

Marit Hansen (* 1969) ist eine deutsche Informatikerin und Datenschutzexpertin. Seit 2015 ist sie Datenschutzbeauftragte des Landes Schleswig-Holstein.

## Leben und Wirken
1995 schloss Hansen das Studium der Informatik mit Nebenfach Medizin an der Christian-Albrechts-Universität zu Kiel mit dem Diplom ab.
Seit Februar 2008 war sie die stellvertretende Landesbeauftragte für Datenschutz in Schleswig-Holstein, damit zugleich stellvertretende Leiterin des Unabhängigen Landeszentrums für Datenschutz (ULD), Kiel, nachdem sie bereits seit 1995 dort gearbeitet hatte. Der Ansatz von Datenschutz durch Technik und Privacy-by-Design, durch den das ULD seinen heutigen Bekanntheitsgrad insbesondere in der IT-Welt erlangt hat, wurde maßgeblich von ihr geprägt und gestaltet.
Marit Hansens Arbeitsschwerpunkte sind Privacy-Enhancing Technologies (PET), Identitätsmanagement, Anonymität, Pseudonymität, Datensicherheit, technischer Datenschutz sowie Privacy by Design und Privacy by Default. Von der Europäischen Kommission wurde sie 2007 als Expertin in die Arbeitsgruppe „Privacy & Technology“ der Europäischen Agentur für Netz- und Informationssicherheit (ENISA) berufen. Sie war bis 2008 Sprecherin der Fachgruppe PET (Datenschutzfördernde Technik) der Gesellschaft für Informatik. Im Rahmen der wiederkehrenden Veranstaltung „Datenschutz – Recht und Technik“ gibt sie Vorlesungen am Institut für Informatik der Christian-Albrechts-Universität zu Kiel. Sie war ferner Dozentin am Multimedia-Campus Kiel und an der Fachhochschule Kiel. Im ULD war sie unter anderem verantwortlich für die EU-geförderten Projekte FIDIS, PRIME, PrimeLife und ABC4Trust.
Im Juli 2015 wurde sie als Nachfolgerin von Thilo Weichert zur Leiterin des Unabhängigen Landeszentrums für Datenschutz ernannt und im Juni 2020 einstimmig vom Landtag Schleswig-Holsteins für sechs Jahre wiedergewählt. Weil ein Mitbewerber eine Klage androhte und eine einstweilige Anordnung beim Verwaltungsgericht Schleswig erwirkte, erfolgte die offizielle Ernennung erst am 28. September 2020.
Seit Juli 2018 ist Hansen Mitglied der Datenethikkommission der Bundesregierung und seit November 2018 des Rates für Informationsinfrastrukturen. 2020 wurde sie in den Beirat zum Beschäftigtendatenschutz des Bundesministeriums für Arbeit und Soziales berufen.
Im April 2020 wurde Marit Hansen für ihre Verdienste in datenschutzfreundlicher Systemgestaltung die Ehrendoktorwürde der Universität Karlstad verliehen.
Hansen wurde im März 2022 in die „Ad-Hoc Working Group on Data Protection Engineering“ der ENISA berufen.

## Publikationen
- mit Henry Krasemann, Christian Krause, Martin Rost, Riccardo Genghini: Identity Management Systems (IMS): Identification and Comparison. Studie im Auftrag des Institut für technologische Zukunftsforschung (Institute for Prospective Technological Studies), Gemeinsame Forschungsstelle (JRC – Joint Research Centre) Seville, 2003.
- mit Sebastian Meissner (Hrsg.): Verkettung digitaler Identitäten. Report des ULD im Auftrag des Bundesministeriums für Bildung und Forschung. 2007, ISBN 978-3-00-023406-4.
- mit Alissa Cooper, Ari Schwartz: Privacy and Identity Management. In: IEEE: Security & Privacy. Mai/Juni 2008; doi:10.1109/MSP.2008.41.
- mit Andreas Pfitzmann: Anonymity, Unlinkability, Undetectability, Unobservability, Pseudonymity, and Identity Management – A Consolidated Proposal for Terminology, letzte Version von 2010.
- mit George Danezis, Josep Domingo-Ferrer, Jaap-Henk Hoepman, Daniel Le Métayer, Rodica Tirtea, Stefan Schiffner: Privacy and Data Protection by Design – from policy to engineering. ENISA, Dezember 2014.
- mit Meiko Jensen, Martin Rost: Protection Goals for Privacy Engineering. In: Security and Privacy Workshops (SPW), Tagungsband International Workshop on Privacy Engineering – IWPE'15, IEEE, Mai 2015: doi:10.1109/SPW.2015.13.